# 考鎮區 (密蘇里州傑克遜縣)
考鎮區（英語：Kaw Township）是位於美國密蘇里州傑克遜縣的一個行政鎮區。

## 地方資料
考鎮區的面積為146.12平方千米，當中陸地面積為144.77平方千米，而水域面積為1.35平方千米。根據2020年美國人口普查的數據，當地共有人口187113人，而人口密度為每平方千米1,280.54人。